# Ламинит, Анна
Анна Ламинит (нем. Anna Laminit; ок. 1480, Аугсбург — 4 мая 1518, Фрибур) — немецкая монахиня-мошенница, прославившаяся своими аферами.

## Биография
Анна Ламинит родилась в семье ремесленника. Уже в юности она была замечена в недостойном поведении, сводничестве и проституции. Уличённая, девица была выставлена на торговой площади у позорного столба, а затем розгами изгнана из Аугсбурга. 
Однако в 1497 году, воспользовавшись сохранившимися связями, Анна возвращается в родной город как бегинка и живёт в женском приюте на улице св. Анны. А. Ламинит получила в этом месте питание, одежду и ночлег, в свою очередь она должна была посещать церковные службы и молиться за спасение души покровителей общины, ухаживать за могилами и собирать милостыню. Узнав, что у обитательниц приюта особенно ценится благочестие и почитание св. Анны, Ламинит вскоре начала выделяться из общего числа своих подруг особо «святым» поведением и принятыми ею к исполнению религиозными обетами. Анна носила исключительно чёрные одеяния, и сообщала о данных ей в состоянии экзальтации божественных откровениях и видениях — ангелов и, особенно часто — о явлениях ей святой Анны. К этому времени Анна, возможно, в подражание Николаю из Флюэ, объявляет себя давшей обет голодания. Она сообщает, что уже в течение 14 лет не принимает пищи и поэтому также в течение этого срока её организм не имеет естественных отправлений. 
Начиная с 1498 года, помимо её видений, предсказаний и ясновидения на религиозной почве, объявленное Анной абсолютное неприятие пищи создало ей известность «живущей в миру святой». Слава «святой» Анны быстро распространилась по Германии, Австрии и Швейцарии. В Аугсбург стекались многочисленные паломники, желая услышать слово «святой», получить у неё совет. Среди поклонников А.Ламинит оказались и весьма высокопоставленные персоны — в частности, император Священной Римской империи Максимилиан I и его вторая супруга, Бьянка Мария Сфорца. Влияние Анны было столь сильно, что по её желанию супруга императора организовала большое церковное шествие через Аугсбург с участием всех духовных лиц города, а также монахов и монахинь. Во главе шествия 7 июня 1503 года шла босая императрица со своей свитой, в чёрном покаянном одеянии и с зажжёнными свечами в руках. В 1511 году, при возвращении из Рима, Анну посетил Мартин Лютер. Сама же Анна составила себе немалый капитал, получая вознаграждения за свои благословения и молитвы, а также присваивая часть средств, доверяемых ей жертвователями в пользу бедных.

Согласно дошедшим до нашего времени известиям, Анна имела любовную связь с богатым аугсбургским купцом Антоном Вельзером, от которого она родила сына. Вельзер выплачивал Анне в течение ряда лет ежегодное содержание в 30 гульденов на этого ребёнка, не подозревая, что тот давно умер. Обман раскрылся в 1518 году, когда Вельзер пожелал отправить сына в школу и Анна вынуждена была в виде подмены отправить ему для этого своего пасынка, сына другого своего любовника, а затем мужа, Ганса Бахмана. В Аугсбурге также ходили слухи о сексуальных связях «святой» с некоторыми священниками, в том числе с её исповедником. Из-за этого среди горожан начали зарождаться сомнения в её «святости». 

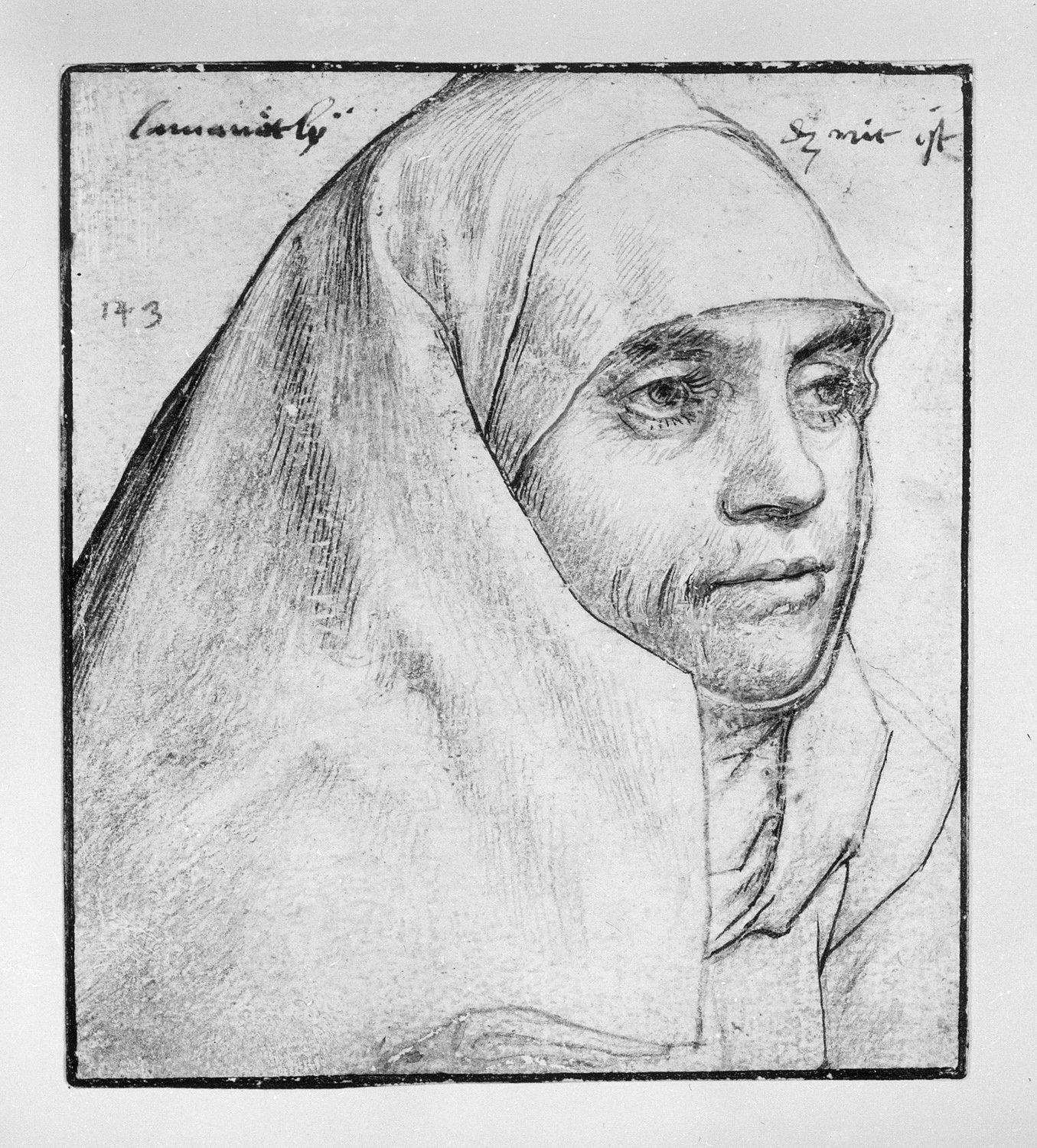
Ганс Гольбейн Старший Портрет Анны Ламинит (ок. 1511)

Разоблачение мнимой «святой» последовало со стороны Кунигунды Австрийской, сестры императора Максимилиана I. Кунигунда, будучи сама глубоко верующей женщиной, воспринимала весьма скептически «святость» Анны, и решила её испытать. В 1512 году она пригласила Анну посетить мюнхенский Пюттрихский монастырь, в котором Кунигунда проживала после смерти своего супруга, герцога Баварии Альбрехта IV. В монастыре Кунигунда, в присутствии свидетелей через отверстия в стенах комнаты для гостей видела, как Анна поела и попила, а затем через окно выбрасывала свои экскременты. Уличённая во всём этом, мнимая святая была принуждена далее уже есть и пить в присутствии всех членов монашеской общины. Дав обет покаяться в обмане, Анна была отпущена в Аугсбург. Однако, вернувшись в родной город, Анна вновь приняла роль голодающей святой, после чего указом Кунигунды она была выслана из Аугсбурга. Город она покинула, сохранив своё состояние, снаряжённая в дорогу и в экипаже, принадлежавшем Антону Вельзеру.
После остановки в обители у серых сестёр в Кемптене, где Анна вновь пыталась играть роль голодающей святой, но была вскоре разоблачена, она приезжает в Кауфбойрен. Здесь она знакомится со вдовым арбалетным мастером Гансом Бахманом, уезжает с ним во Фрибур и 24 ноября 1514 они женятся.
Так как мошенничество с голоданием было лишь частью незаконной деятельности этой авантюристки, во Фрибуре она была обвинена в похищении ребёнка и в присвоении алиментов. Потерпевшей стороной выступал Антон Вельзер. Анна была арестована и неоднократно допрошена (без применения пыток), в результате чего открылись и её более ранние мошенничества и аферы. Она и её супруг были приговорены к смертной казни. Полагавшееся Анне за совершённые святотатства сожжение на костре было заменено на более лёгкую казнь «по гуманным соображениям». Женщину посадили в мешок и держали под водой в реке Зане, «пока душа не покинула тело». Ганса Бахмана же просто повесили.
После смерти Анны Ламинит правящий совет Аугсбурга предпринял ряд мер с тем, чтобы признания, сделанные на следствии ею, не получили широкого распространения, так как от этого могли пострадать и город, и ряд влиятельных семей, в первую очередь Вельзеры. Как сообщает городской хронист Иоганн Авентин, «Не только дурной народ, необразованный сброд верил ей, но и наши почитаемые учёные, новые профессора теологии…». По всей видимости, в данном случае Авентин имеет в виду своего знакомого Мартина Лютера. Об этой мнимой святой в 1540 году Мартин Лютер вспоминает во время одной из бесед. Не помня уже её настоящего имени, Лютер рассказывает — когда он в 1511 году возвращался из Рима, в Аугсбурге жила некая «гулящая девка» («Hure») по прозванию девственница Урсель, которая утверждала, что уже годами не ест, не пьёт и не посещает туалета. Однако, это дело с ней закончилось большим скандалом. Когда-то в прошлом столь почитаемую им Анну Ламинит в конце своего рассказа Мартин Лютер назвал «дьявольским наваждением» (ludibria diaboli).